# Teohari Georgescu

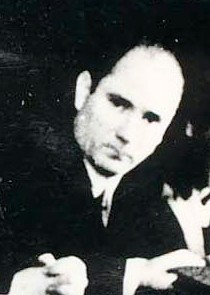
Teohari Georgescu - fotografie din dosarul de la închisoare.

Teohari Georgescu (n. 31 ianuarie 1908, București – d. 31 decembrie 1976, București) a fost un lider comunist român, care a îndeplinit funcția de ministru de interne al României între anii 1945-1952.
Potrivit unor autori, originea sa era evreiască, iar numele său real era Samuel Burăh Tescovici - Doina Jela, Lexiconul negru, București: Humanitas, 2001, p. 124; Lucian Boia, History and Myth in Romanian Consciousness, CEU Press, Budapest, 2001, p. 173: "din cei patru membri ai secretariatului partidului - Dej, Pauker, Luca și Georgescu – numai Dej era român"; A. Andreescu, L. Nastasă și A. Varga, Minorități etnoculturale. Mărturii documentare: Evreii din România (1945-1965) (Cluj: C.R.D.E., 2003, p. 186, nota 1);Thomas Kunze, Nicolae Ceaușescu. Eine Biographie (ed. a 3-a, Berlin: LVD GmbH 2009, p. 72);

## Viața
S-a născut în anul 1908 la București. A urmat primele două clase la Liceul „Sfântul Sava” din București  și la Școala Profesională de Arte Grafice. După serviciul militar  (școala de subofițeri din Oradea) a lucrat la atelierele tipografice "Cartea Românească".
În anul 1940 a fost instruit la Moscova, sub coordonarea lui Gheorghi Dimitrov, ca activist al Internaționalei Comuniste. După unele surse, după ocuparea României de către armata sovietică, primea instrucțiuni direct de la generalul Fedicikin, șeful agenturii sovietice din România după 1944, având ca obiectiv să se infiltreze și să "comunizeze" Siguranța, Jandarmeria și Serviciul Special de Informații. Deoarece s-a considerat că și-a dus la îndeplinire misiunea, la 6 martie 1945 a fost răsplătit, devenind ministru de interne în guvernul Groza. 
A fost membru al Partidului Comunist din 1929.
Siguranța îl arestează în 1933 pentru activitățile sale, dar reușește să scape doar cu două luni de închisoare.
După aceea a lucrat ca tipograf la Adevărul și la Imprimăriile Naționale.
În 1940 a ajuns la Moscova, unde a fost instruit de agenții NKVD sub coordonarea lui Gheorghi Dimitrov, secretarul general al Internaționalei Comuniste, în tactici de codificare și a transmiterii mesajelor secrete.
Se întoarce în țară și în aprilie 1941 este arestat din nou.
De data aceasta este condamnat la zece ani de închisoare.
După 23 august 1944 devine subsecretar de stat la Ministerul de Interne, iar de la 6 martie 1945 titularul acestui departament, până în 1952.
În ziua de 27 octombrie 1948 a condus ședința de la Ministerul de Interne în care a fost luată decizia arestării episcopilor catolici din România și desființarea Bisericii Române Unite cu Roma. Conform stenogramei ședinței respective ministrul Georgescu i-a numit pe episcopii catolici „bandiți” care ar fi trebuit „lichidați” încă mai devreme.
"Pe linie de partid" - a fost membru al Secretariatului, al Biroului Politic și al Comitetului Central al PCR. Încă din 1952, trei din cei patru membri ai Secretariatului Biroului Politic al PCR au fost criticați în cadrul Plenarei CC al PCR din 19 februarie - 1 martie, fiind „demascați” ca „deviatori de dreapta”.
La 18 februarie 1952 a fost arestat pentru „deviere de dreapta” (acuzații aduse în principal  lui Ana Pauker și lui Vasile Luca), însă nu a fost condamnat. În schimb, nu a mai ocupat de atunci nici o funcție de conducere în partid și a devenit director la "Cartea Românească", numită  "Întreprinderea poligrafică 13 decembrie 1918", după venirea la putere a comuniștilor. A fost director al întreprinderii între 1953-1972. Teohari Georgescu a fost reabilitat în 1968. 
A decedat la 31 decembrie 1976, la București.

## Controverse
Există însemnări potrivit cărora Teohari Georgescu, în perioada în care era ministru, a fost implicat indirect în cel mai mare jaf al României.
În 1945, acesta și-a adus doi prieteni, Voinescu și Cairo, pe care i-a înscris în Partidul Comunist.
Cei doi au dat cea mai mare spargere din istoria țării.
Au jefuit, ca în filme, sediul BNR Brașov și au furat un milion de dolari și 300 de cocoșei de aur.
Tâlharii au fost opriți de brigada „Fulger”, o trupă de elită condusă de comisarul Eugen Alimănescu, după luni întregi de căutări.

## Decorații
- titlul de Erou al Muncii Socialiste și medalia de aur „Secera și ciocanul” (4 mai 1971) „cu prilejul aniversării a 50 de ani de la constituirea Partidului Comunist Român, [...] pentru activitate îndelungată în mișcarea muncitorească și merite deosebite în opera de construire a socialismului în patria noastră”[8]